# Казапрота
Казапрота (итал. Casaprota) је насеље у Италији у округу Ријети, региону Лацио.
Према процени из 2011. у насељу је живело 388 становника. Насеље се налази на надморској висини од 521 м.

## Становништво
| 1936. | 1951. | 1961. | 1971. | 1981. | 1991. | 2001. | 2011. |
| ----- | ----- | ----- | ----- | ----- | ----- | ----- | ----- |
| 1.297 | 1.198 | 1.018 | 785   | 715   | 695   | 686   | 723   |